# ثيودور نيزبت جيبس
ثيودور نيزبت جيبس (بالإنجليزية: Theodore Nisbet Gibbs)‏ هو شخصية أعمال نيوزيلندي، ولد في 3 فبراير 1896، وتوفي في 15 يوليو 1978.